# Ровно в три пятнадцать…
«Ровно в три пятнадцать…» — советский рисованный мультфильм, созданный в 1959 году режиссёрами-мультипликаторами Борисом Дёжкиным и Евгением Мигуновым на студии «Союзмультфильм». Мультфильм из серии о приключениях Весёлых человечков.

## Сюжет
Однажды в редакции журнала «Весёлые картинки» раздался телефонный звонок. Пионервожатые местного лагеря просили членов «Клуба Весёлых человечков» дать праздничный концерт по случаю открытия. Участники клуба радостно соглашаются и немедленно отправляются в дорогу. Однако по пути в лагерь их грузовичок сломался, и им предстоит немедленно починить его или найти другой способ добраться до лагеря до начала концерта. А начало — ровно в три пятнадцать.

## Создатели
- Сценарий и постановка — Бориса Дёжкина, Евгения Мигунова
- Художники-постановщики — Борис Дёжкин, Евгений Мигунов
- Композитор — Александр Варламов
- Оператор — Александр Астафьев
- Звукооператор — Николай Прилуцкий
- Ассистенты режиссёра: Лидия Ковалевская, Татьяна Сазонова
- Художник-декоратор — Ирина Светлица
- Художники-мультипликаторы: Борис Дёжкин, Фёдор Хитрук, Вячеслав Котёночкин, Владимир Пекарь, Фаина Епифанова, Анатолий Петров, Виолетта Карп, Галина Баринова, Юрий Бутырин
- Редактор — Зинаида Павлова
- Директор картины — Фёдор Иванов